# Annibale Riccò

Annibale Riccò

Annibale Riccò (* 14. September 1844; † 23. September 1919) war ein italienischer Astronom.
Er wurde in Mailand geboren und erreichte 1868 seinen Abschluss an der Universität von Modena, anschließend absolvierte er ein Ingenieurstudium am Polytechnikum Mailand. Zwischen 1868 und 1877 arbeitete er als Assistent am Modena Observatorium und lehrte Mathematik und Physik an der Universität Modena. Später lehrte er in Neapel und danach in Palermo, wo er gleichzeitig am Observatorium arbeitete.
1890 berief ihn die Universität Catania auf den Lehrstuhl für Astrophysik, und Riccò wurde Direktor des Observatoriums am Ätna sowie erster Direktor des Catania Observatoriums. Von 1898 bis 1900 war er Kanzler der Universität.
Während seiner Karriere erforschte er die Sonnenflecken, und er nahm an vier Sonnenfinsternis-Expeditionen teil, führte selbst die Expeditionen 1905 und 1914. 
Er war Präsident der Società degli Spettroscopisti Italiani (Italienische Spektroskopische Gesellschaft) und der Gioenia di Scienze Naturali di Catania. Außerdem war er Vizepräsident der Internationalen Astronomischen Union und wurde für die Periode 1919–1922 zum Präsidenten des Vulkanologie-Bereichs der Internationalen Union für Geodäsie und Geophysik (IUGG) gewählt.

## Ehrungen
- 1914 Jules-Janssen-Preis
- Der Mondkrater Ricco wurde nach ihm benannt.
- Der Asteroid 1995 QS2 wurde ihm zu Ehren (18462) Riccò getauft.

## Referenzen
- On the History of the Palermo Astronomical Observatory.
- Riccò Annibale (Memento vom 8. März 2012 im Internet Archive) (PDF; 990 kB) biography (ital.).
- Obituary Notices: Associates: Riccò, Annibale. In: Monthly Notices of the Royal Astronomical Society. 80. Jahrgang, S. 365, bibcode:1920MNRAS..80..365..
- Alessandro Malladra: Annibale Riccò. In: Bulletin Volcanologique. 1. Jahrgang, Nr. 1, Juli 1924, S. 81–85, doi:10.1007/BF02736096.

| Personendaten    | Personendaten          |
| ---------------- | ---------------------- |
| NAME             | Riccò, Annibale        |
| KURZBESCHREIBUNG | italienischer Astronom |
| GEBURTSDATUM     | 14. September 1844     |
| STERBEDATUM      | 23. September 1919     |